# Clifford Ladd Prosser
Clifford Ladd Prosser (* 12. Mai 1907 in Avon, New York; † 3. Februar 2002 in Urbana, Illinois) war ein US-amerikanischer Physiologe und Zoologe.

## Leben
Clifford Ladd Prosser war ein bedeutender Vertreter der vergleichenden Tierphysiologie. Er studierte Zoologie an der Universität Rochester und promovierte 1932 an der Johns Hopkins University. Über seine Mitarbeit bei Hallowell Davis (1896–1992) an der Harvard University kam er nach England, wo er bei Edgar Adrian arbeitete und auch mit John Eccles in Oxford zusammentraf. Im Anschluss daran lehrte er an der Clark University. Die Universität von Illinois berief Prosser 1939 nach Urbana, wurde jedoch zwei Jahre später für eine Mitarbeit am Manhattan-Projekt nach Chicago abberufen. Er war einer der 69 Mitarbeiter des Projekts, die den amerikanischen Präsidenten in einer Petition beschworen, Japan vor dem Einsatz einer Atombombe die Chance zur Aufgabe zu geben.
1949 gründete Prosser in Urbana das Department für Physiologie, später kam die Biophysik hinzu. Hier wirkte er fünfzig Jahre lang, von mehreren Forschungsaufenthalten unterbrochen. So verbrachte er 1963 ein Forschungsjahr in München und hielt Vorlesungen an der Ludwig-Maximilians-Universität.
Prosser war Mitglied mehrerer Akademien der Wissenschaften, Herausgeber zahlreicher Fachpublikationen und stand mehreren Fachgesellschaften als Präsident vor. Er starb kurz vor seinem 95. Geburtstag.

## Veröffentlichungen (Auswahl)
- Adaptional Biology: From Molecules to Organisms. Wiley, 1986
- Comparative Animal Physiology. Wiley, 1950–1991